# Giải bóng đá Vô địch Quốc gia 2020
Giải bóng đá Vô địch Quốc gia 2020, tên gọi chính thức là Giải bóng đá Vô địch Quốc gia LS 2020 hay LS V.League 1 - 2020 vì lý do tài trợ, là mùa giải chuyên nghiệp thứ 20 và là mùa giải thứ 37 của V.League 1. Đây là năm đầu tiên tập đoàn LS Holdings là nhà tài trợ chính của giải đấu. Mùa giải 2020, đội vô địch V.League 1 sẽ giành quyền dự vòng bảng AFC Champions League 2021, khi số đội dự vòng bảng tăng lên 40.
Giải đấu bị hoãn một số lần do đại dịch COVID-19. Ở hai vòng đầu tiên, các trận đấu tổ chức không khán giả. Sau vòng 11, VPF thông báo hoãn giải lần thứ 3 sau khi Đà Nẵng tái áp đặt biện pháp phòng chống dịch COVID-19.

## Thay đổi trước mùa giải

### Thay đổi đội bóng
Danh sách đội bóng có sự thay đổi so với mùa giải 2019:
| Thăng hạng từ V.League 2 - 2019 - Hồng Lĩnh Hà Tĩnh | Xuống hạng đến V.League 2 - 2020 - Khánh Hòa |

### Thay đổi quy tắc
Ở mùa giải 2020, mỗi đội có thể đăng ký 3 cầu thủ nước ngoài cùng 1 cầu thủ Việt gốc nước ngoài. Với các đội tham dự Giải vô địch các câu lạc bộ ASEAN và Cúp AFC (TP Hồ Chí Minh, Hà Nội, Than Quảng Ninh), ngoài số lượng cầu thủ quy định còn có thể đăng ký thêm 1 cầu thủ AFC.

## Các đội tham dự

### Sân vận động
| Đội bóng              | Địa điểm              | Sân vận động | Sức chứa |
| --------------------- | --------------------- | ------------ | -------- |
| Becamex Bình Dương    | Thủ Dầu Một           | Gò Đậu       | 18.250   |
| Hà Nội                | Hà Nội                | Hàng Đẫy     | 25.500   |
| Hải Phòng             | Hải Phòng             | Lạch Tray    | 30.000   |
| Hoàng Anh Gia Lai     | Pleiku                | Pleiku       | 12.000   |
| Thành phố Hồ Chí Minh | Thành phố Hồ Chí Minh | Thống Nhất   | 25.000   |
| Nam Định              | Nam Định              | Thiên Trường | 30.000   |
| Quảng Nam             | Tam Kỳ                | Tam Kỳ       | 15.624   |
| Sài Gòn               | Thành phố Hồ Chí Minh | Thống Nhất   | 25.000   |
| Hồng Lĩnh Hà Tĩnh     | Hà Tĩnh               | Hà Tĩnh      | 20.000   |
| SHB Đà Nẵng           | Đà Nẵng               | Hòa Xuân     | 20.000   |
| Sông Lam Nghệ An      | Vinh                  | Vinh         | 18.000   |
| Than Quảng Ninh       | Cẩm Phả               | Cẩm Phả      | 15.000   |
| Thanh Hóa             | Thanh Hóa             | Thanh Hóa    | 11.000   |
| Viettel               | Hà Nội                | Hàng Đẫy     | 25.500   |

### Nhân sự, nhà tài trợ và áo đấu
Lưu ý: Cờ cho biết đội tuyển quốc gia như đã được xác định theo quy tắc đủ điều kiện FIFA. Cầu thủ có thể có nhiều quốc tịch không thuộc FIFA.
| Đội bóng              | Huấn luyện viên                   | Đội trưởng       | Nhà tài trợ áo đấu | Nhà tài trợ chính                                      |
| --------------------- | --------------------------------- | ---------------- | ------------------ | ------------------------------------------------------ |
| Becamex Bình Dương    | Nguyễn Thanh Sơn                  | Tô Văn Vũ        | Kamito             | Becamex IDC                                            |
| Nam Định              | Phạm Hồng Phú                     | Đỗ Merlo         | Kelme              | Dược Nam Hà                                            |
| Hà Nội                | Chu Đình Nghiêm                   | Nguyễn Văn Quyết | Kappa              | Bamboo Airways Artexport Vinawind CTCP Cảng Quảng Ninh |
| Hải Phòng             | Phạm Anh Tuấn                     | Joseph Mpande    | Jogarbola          | VTC3                                                   |
| Hoàng Anh Gia Lai     | Nguyễn Văn Đàn và Dương Minh Ninh | Nguyễn Tuấn Anh  | Mizuno             | Thaco                                                  |
| Hồng Lĩnh Hà Tĩnh     | Phạm Minh Đức                     | Janclesio        | Kelme              |                                                        |
| Quảng Nam             | Nguyễn Thành Công                 | Đinh Thanh Trung | Jogarbola          | LS Group Tập đoàn Đất Quảng                            |
| Sài Gòn               | Vũ Tiến Thành                     | Nguyễn Quốc Long | Zaicro             | Bến Thành Holding Đại học Văn Lang Him Lam Group       |
| SHB Đà Nẵng           | Lê Huỳnh Đức                      | Hoàng Minh Tâm   | Kamito             | SHB                                                    |
| Sông Lam Nghệ An      | Ngô Quang Trường                  | Hoàng Văn Khánh  | Mitre              | Bắc Á Bank TH True JUICE                               |
| Than Quảng Ninh       | Phan Thanh Hùng                   | Huỳnh Tuấn Linh  | Joma               | Vinacomin                                              |
| Thanh Hóa             | Mai Xuân Hợp                      | Hoàng Vũ Samson  | Jogarbola          |                                                        |
| Thành phố Hồ Chí Minh | Chung Hae Seong                   | Sầm Ngọc Đức     | Kappa              | CityLand                                               |
| Viettel               | Trương Việt Hoàng                 | Bùi Tiến Dũng    | FBT                | 4G Viettel Viettel Pay                                 |

### Thay đổi huấn luyện viên
| Đội bóng              | Huấn luyện viên đi | Hình thức                   | Ngày đi           | Vị trí xếp hạng | Huấn luyện viên đến               | Ngày đến          | Ghi chú |
| --------------------- | ------------------ | --------------------------- | ----------------- | --------------- | --------------------------------- | ----------------- | ------- |
| Becamex Bình Dương    | Nguyễn Thanh Sơn   | Tạm quyền                   | 24 tháng 10, 2019 | Trước mùa giải  | Carlos Oliveira                   | 27 tháng 11, 2019 |         |
| Hải Phòng             | Trương Việt Hoàng  | Chia tay                    | 24 tháng 10, 2019 | Trước mùa giải  | Phạm Anh Tuấn                     | 16 tháng 11, 2019 |         |
| Sài Gòn               | Nguyễn Thành Công  | Từ chức                     | 24 tháng 10, 2019 | Trước mùa giải  | Hoàng Văn Phúc                    | 22 tháng 11, 2019 |         |
| Thanh Hóa             | Mai Xuân Hợp       | Tạm quyền                   | 24 tháng 10, 2019 | Trước mùa giải  | Fabio Lopez                       | 22 tháng 11, 2019 |         |
| Viettel               | Nguyễn Hải Biên    | Tạm quyền                   | 24 tháng 10, 2019 | Trước mùa giải  | Trương Việt Hoàng                 | 12 tháng 11, 2019 |         |
| Sông Lam Nghệ An      | Nguyễn Đức Thắng   | Sang chức Giám đốc kỹ thuật | 16 tháng 12, 2019 | Trước mùa giải  | Ngô Quang Trường                  | 16 tháng 12, 2019 |         |
| Becamex Bình Dương    | Carlos Oliveira    | Sa thải                     | 16 tháng 2, 2020  | Trước mùa giải  | Nguyễn Thanh Sơn                  | 16 tháng 2, 2020  |         |
| Sài Gòn               | Hoàng Văn Phúc     | Chia tay                    | 13 tháng 3, 2020  | Thứ 8           | Vũ Tiến Thành                     | 13 tháng 3, 2020  | [ 3 ]   |
| Thanh Hóa             | Fabio Lopez        | Sa thải                     | 8 tháng 6, 2020   | Thứ 13          | Nguyễn Thành Công                 | 9 tháng 6, 2020   | [ 4 ]   |
| Nam Định              | Nguyễn Văn Sỹ      | Sa thải                     | 12 tháng 6, 2020  | Thứ 13          | Phạm Hồng Phú                     | 24 tháng 6, 2020  | [ 5 ]   |
| Quảng Nam             | Vũ Hồng Việt       | Từ chức                     | 30 tháng 6, 2020  | Thứ 14          | Đào Quang Hùng                    | 1 tháng 7, 2020   | [ 6 ]   |
| Quảng Nam             | Đào Quang Hùng     | Sa thải                     | 17 tháng 7, 2020  | Thứ 14          | Nguyễn Thành Công                 | 11 tháng 10, 2020 | [ 7 ]   |
| Thành phố Hồ Chí Minh | Chung Hae-seong    | Từ chức                     | 26 tháng 7, 2020  | Thứ 5           | Nguyễn Hữu Thắng (Tạm quyền)      | 26 tháng 7, 2020  |         |
| Thành phố Hồ Chí Minh | Nguyễn Hữu Thắng   | Tạm quyền                   | 11 tháng 8, 2020  | Thứ 5           | Chung Hae-seong                   | 11 tháng 8, 2020  | [ 8 ]   |
| Thanh Hóa             | Nguyễn Thành Công  | Từ chức                     | 11 tháng 9, 2020  | Thứ 8           | Mai Xuân Hợp                      | 12 tháng 9, 2020  | [ 9 ]   |
| Hoàng Anh Gia Lai     | Lee Tae-hoon       | Sang chức Giám đốc kỹ thuật | 28 tháng 9, 2020  | Thứ 7           | Nguyễn Văn Đàn và Dương Minh Ninh | 28 tháng 9, 2020  | [ 10 ]  |

### Cầu thủ nước ngoài
Tên cầu thủ in đậm cho biết cầu thủ đã đăng ký trong kỳ chuyển nhượng giữa mùa.
| Câu lạc bộ            | Cầu thủ 1        | Cầu thủ 2            | Cầu thủ 3                 | Cầu thủ 4 (cầu thủ châu Á) | Cầu thủ 5 (Cầu thủ nhập tịch)                     | Cầu thủ cũ                                        |
| --------------------- | ---------------- | -------------------- | ------------------------- | -------------------------- | ------------------------------------------------- | ------------------------------------------------- |
| Becamex Bình Dương    | Hedipo Gustavo   | Ali Rabo             | Youssouf Touré            |                            | → Suleiman Abdullahi                              |                                                   |
| Nam Định              | Rafaelson        | Thiago Papel         | Emmanuel Agbaji           |                            | → Gastón Merlo                                    | Valentin Zoungrana                                |
| Hải Phòng             | Diego            | Andre Fagan          | Joseph Mpande             |                            | → Adriano Schmidt1 → Andrey Nguyen 1 → Martin Lo1 | Claudecir Junior                                  |
| Hà Nội                | Rimario Gordon   | Pape Omar Faye       | Moses Oloya               |                            |                                                   | Papa Ibou Kébé                                    |
| Hoàng Anh Gia Lai     | Chevaughn Walsh  | Kester Oahimijie     | Damir Memović             |                            |                                                   |                                                   |
| Thành phố Hồ Chí Minh | Papé Diakité     | José Guillermo Ortiz | Ariel Francisco Rodríguez |                            |                                                   | Viktor Prodell Alex Lima Amido Baldé Seo Yong Duk |
| Hồng Lĩnh Hà Tĩnh     | Bruno Henrique   | Jean Almeida         | Victor Mansaray           |                            |                                                   | Pina                                              |
| Quảng Nam             | Rodrigo Dias     | Zé Paulo             | Papa Ibou Kébé            |                            | → Dio Preye                                       | Lucas Rocha                                       |
| Sài Gòn               | Geovane Magno    | Pedro Paulo          | Ahn Byung-keon            |                            |                                                   |                                                   |
| SHB Đà Nẵng           | Igor Jelić       | Grace Tanda          | Ismahil Akinade           |                            |                                                   | Philippe Nsiah                                    |
| Sông Lam Nghệ An      | Gustavo          | Felipe Martins       | Peter Onyekachi           |                            |                                                   | Alagie Sosseh                                     |
| Than Quảng Ninh       | Claudecir        | Jermie Lynch         | Neven Laštro              |                            | → Geoffrey Kizito                                 | Andre Fagan                                       |
| Thanh Hóa             | Louis Ewonde     | Aimé Gassissou       | Josip Balić               |                            | → Samson Kayode                                   | Grace Tanda Philippe Nsiah                        |
| Viettel               | Bruno Cantanhede | Caíque               | Luizão                    |                            |                                                   |                                                   |

## Thay đổi phương án tổ chức giải đấu do dịchCOVID-19
Ngày 25 tháng 3 năm 2020, công ty VPF đã có thông báo tiếp tục tạm dừng các Giải Bóng đá Chuyên nghiệp Quốc gia 2020 (BĐCN QG) đến ngày 15 tháng 4, trong đó có giải Vô địch Quốc gia. Cùng với đó, VPF đã đề nghị các câu lạc bộ đóng góp ý kiến xây dựng kế hoạch thi đấu tập trung tại miền Bắc do VPF xây dựng.

### Đề xuất của VPF
- Địa điểm thi đấu: tính theo số lượng CLB tại các khu vực Bắc (7 CLB), Trung (4 CLB), Nam (3 CLB). Lựa chọn tổ chức trên các sân vận động Thanh Hóa, Thiên Trường, Lạch Tray, Cẩm Phả, Hàng Đẫy, PVF, Mỹ Đình và dự phòng Sân vận động Việt Trì.
- Hình thức thi đấu: không khán giả.
- Thời gian dự kiến:
  - Phương án 1: từ 15 tháng 4 đến 29 tháng 5 năm 2020.
  - Phương án 2: từ 1 tháng 5 đến 28 tháng 6 năm 2020.  Phương án này sẽ được điều chỉnh tùy theo diễn biến của dịch bệnh và chỉ được tiến hành khi được các cơ quan có thẩm quyền cho phép
- Thể thức thi đấu: các CLB tiếp tục thi đấu vòng tròn (sân nhà – sân đối phương) theo kết quả bốc thăm từ đầu mùa giải.
- Phương thức phân nhóm và bắt cặp chọn sân: căn cứ yếu tố địa lý, vùng miền để tiến hành chia thành 3 nhóm:

| Nhóm 1: Các CLB được thi đấu trên sân nhà - Thanh Hóa, sân Thanh Hóa - Nam Định, sân Thiên Trường - Hải Phòng, sân Lạch Tray - Than Quảng Ninh, sân Cẩm Phả - Hà Nội, sân Hàng Đẫy - Viettel, sân Hàng Đẫy | Nhóm 2: Các CLB sử dụng SVĐ của một số CLB nhóm 1 làm sân nhà - Sông Lam Nghệ An, sân Thanh Hóa - Hoàng Anh Gia Lai, sân Thiên Trường - Quảng Nam, sân Lạch Tray - SHB Đà Nẵng, sân Cẩm Phả | Nhóm 3: Các CLB sử dụng SVĐ trung lập làm sân nhà - Hồng Lĩnh Hà Tĩnh, sân PVF - Becamex Bình Dương, sân PVF - Thành phố Hồ Chí Minh, sân Mỹ Đình - Sài Gòn, sân Mỹ Đình |

Tuy nhiên, VPF không nhận được sự nhất trí từ phía các CLB, do đó phương án trên không thành hiện thực.

### Thể thức thi đấu (thông qua ngày 16 tháng 5 năm 2020)
Ngày 13 tháng 5 năm 2020, VPF đưa ra đề xuất về việc thay đổi thể thức thi đấu của giải, kết quả là 14 trong số 15 thành viên Ban chấp hành VFF đồng ý. Ngày 16 tháng 5 năm 2020, VPF chính thức thông qua thể thức thi đấu mới của giải như sau: 
- Giai đoạn 1 bao gồm có 13 vòng đấu (Giai đoạn 1 đã hoàn thành). Kết quả này sẽ phân chia 14 câu lạc bộ làm 2 nhóm: Nhóm 1 bao gồm 8 câu lạc bộ xếp trên sẽ tranh chức vô địch, nhóm 2 gồm 6 câu lạc bộ xếp dưới sẽ tranh suất trụ hạng. Khi bước vào giai đoạn 2, số điểm ghi được của từng câu lạc bộ qua giai đoạn 1 sẽ giữ nguyên.
- V.League chính thức trở lại vào ngày 5 tháng 6 năm 2020.
- Trong các trận đấu, các đội bóng sẽ được thay tối đa 5 cầu thủ trong 3 lượt thay.

## Phương án tổ chức
Với việc Cúp AFC 2020 bị hủy, các giải BĐCN QG 2020 đã thi đấu trở lại bắt đầu từ ngày 11 tháng 9. Cụ thể:
- Vòng tứ kết cúp Quốc gia diễn ra trong hai ngày 11 và 12 tháng 9. Tiếp đó, hai trận bán kết tổ chức vào 16 tháng 9, và trận chung kết diễn ra ngày 20 tháng 9.
- Đối với V.League 2020, các trận đấu trở lại vào ngày 26 tháng 9. Trong đó, giai đoạn hai của nhóm tranh chức vô địch kết thúc vào 8 tháng 11 còn của nhóm trụ hạng là 31 tháng 10.
- Giải hạng Nhất trở lại ngày 25 tháng 9 và cũng kết thúc đúng ngày 31 tháng 10. Số trận đấu được giữ nguyên và CLB có đủ thời gian 60 ngày chuẩn bị cho mùa giải mới khi các giải năm 2020 kết thúc.

Thông qua ngày 10 tháng 8 năm 2020
- Phương án 1, V.League (đã đá được 11 vòng, còn 2 vòng đấu giai đoạn 1 và 7 vòng đấu giai đoạn 2) sẽ lăn bóng trở lại vào đầu tháng 9 và kết thúc vào 31 tháng 10 như hoạch định trước khi có dịch COVID-19.
- Phương án 2, giải đấu lăn bóng trở lại vào tháng 9, nhóm 6 đội tranh suất trụ hạng V.League (giai đoạn 2) kết thúc vào 31 tháng 10, nhóm 8 đội tranh vô địch V.League thi đấu tới tháng 11.
- Phương án 3, trong tháng 9 sẽ hoàn thành 2 lượt còn lại của giai đoạn 1 V.League rồi tạm nghỉ để nhường chỗ cho Đội tuyển bóng đá quốc gia Việt Nam đá Vòng loại giải vô địch bóng đá thế giới 2022 khu vực châu Á và 2 đội Thành phố Hồ Chí Minh, Than Quảng Ninh đá vòng bảng Cúp AFC 2020. Phần còn lại của mùa giải sẽ thi đấu từ cuối tháng 11 đến tháng 12.
- Phương án cuối cùng, đặt giả thiết dịch bệnh phức tạp, hai lượt đấu còn lại của giai đoạn 1 V.League sẽ đá tập trung ở thời điểm thích hợp trong năm 2020 và dừng hẳn phần còn lại của mùa giải. Khi đó, VPF có thể không trao cúp vô địch và cũng không có đội xuống hạng. Kết quả bảng xếp hạng là cơ sở để chọn đội dự AFC Champions League và AFC Cup năm sau.

VPF sẽ không áp đặt bất kỳ phương án nào mà lấy ý kiến từ các CLB. Các đội cũng có thể đề xuất thêm phương án để chọn ra giải pháp tối ưu. Dự thảo phương án tổ chức giải đã gửi đến các CLB, VPF cũng sẽ không tổ chức họp trực tuyến.

## Phát sóng
Toàn bộ các trận đấu của LS V.League 1 2020 đều được trực tiếp trên các kênh truyền hình và nền tảng sau:
- VTV: VTV6, VTV5, VTV5 Tây Nguyên.
- VTVCab: Bóng đá TV, Bóng đá TV HD, Thể thao TV, Thể thao TV HD, Thể thao tin tức HD,  VTVCab 15, On Sports - VTC3

## Bảng xếp hạng

### Giai đoạn 1
| VT | Đội                   | ST | T | H | B | BT | BB | HS  | Đ  | Giành quyền tham dự        |
| -- | --------------------- | -- | - | - | - | -- | -- | --- | -- | -------------------------- |
| 1  | Sài Gòn               | 13 | 6 | 6 | 1 | 19 | 7  | +12 | 24 | Tham dự nhóm A giai đoạn 2 |
| 2  | Viettel               | 13 | 6 | 4 | 3 | 20 | 15 | +5  | 22 | Tham dự nhóm A giai đoạn 2 |
| 3  | Than Quảng Ninh       | 13 | 6 | 3 | 4 | 17 | 16 | +1  | 21 | Tham dự nhóm A giai đoạn 2 |
| 4  | Hà Nội                | 13 | 5 | 5 | 3 | 20 | 13 | +7  | 20 | Tham dự nhóm A giai đoạn 2 |
| 5  | Thành phố Hồ Chí Minh | 13 | 6 | 2 | 5 | 23 | 17 | +6  | 20 | Tham dự nhóm A giai đoạn 2 |
| 6  | Becamex Bình Dương    | 13 | 5 | 5 | 3 | 17 | 11 | +6  | 20 | Tham dự nhóm A giai đoạn 2 |
| 7  | Hoàng Anh Gia Lai     | 13 | 5 | 5 | 3 | 17 | 16 | +1  | 20 | Tham dự nhóm A giai đoạn 2 |
| 8  | Hồng Lĩnh Hà Tĩnh     | 13 | 4 | 6 | 3 | 14 | 12 | +2  | 18 | Tham dự nhóm A giai đoạn 2 |
| 9  | SHB Đà Nẵng           | 13 | 4 | 4 | 5 | 19 | 15 | +4  | 16 | Tham dự nhóm B giai đoạn 2 |
| 10 | Thanh Hóa             | 13 | 4 | 3 | 6 | 9  | 14 | −5  | 15 | Tham dự nhóm B giai đoạn 2 |
| 11 | Sông Lam Nghệ An      | 13 | 4 | 3 | 6 | 10 | 16 | −6  | 15 | Tham dự nhóm B giai đoạn 2 |
| 12 | Nam Định              | 13 | 4 | 1 | 8 | 14 | 23 | −9  | 13 | Tham dự nhóm B giai đoạn 2 |
| 13 | Hải Phòng             | 13 | 3 | 4 | 6 | 8  | 17 | −9  | 13 | Tham dự nhóm B giai đoạn 2 |
| 14 | Quảng Nam             | 13 | 2 | 3 | 8 | 17 | 32 | −15 | 9  | Tham dự nhóm B giai đoạn 2 |

### Giai đoạn 2

#### Nhóm A
| VT | Đội                   | ST | T  | H | B | BT | BB | HS  | Đ  | Giành quyền tham dự                         |
| -- | --------------------- | -- | -- | - | - | -- | -- | --- | -- | ------------------------------------------- |
| 1  | Viettel               | 20 | 12 | 5 | 3 | 29 | 16 | +13 | 41 | Lọt vào vòng bảng AFC Champions League 2021 |
| 2  | Hà Nội                | 20 | 11 | 6 | 3 | 37 | 16 | +21 | 39 | Lọt vào vòng bảng AFC Cup 2021              |
| 3  | Sài Gòn               | 20 | 9  | 7 | 4 | 30 | 19 | +11 | 34 | Lọt vào vòng bảng AFC Cup 2021              |
| 4  | Than Quảng Ninh       | 20 | 9  | 4 | 7 | 27 | 26 | +1  | 31 |                                             |
| 5  | Thành phố Hồ Chí Minh | 20 | 8  | 4 | 8 | 30 | 26 | +4  | 28 |                                             |
| 6  | Becamex Bình Dương    | 20 | 7  | 7 | 6 | 26 | 22 | +4  | 28 |                                             |
| 7  | Hoàng Anh Gia Lai     | 20 | 6  | 5 | 9 | 27 | 36 | −9  | 23 |                                             |
| 8  | Hồng Lĩnh Hà Tĩnh     | 20 | 4  | 8 | 8 | 19 | 24 | −5  | 20 |                                             |

1. ↑  Câu lạc bộ Hà Nội đã chắc suất tham dự AFC Cup 2021 với tư cách là nhà vô địch Cúp Quốc gia 2020. Do Hà Nội kết thúc mùa giải với vị trí á quân, suất dự AFC Cup cho đội á quân V.League sẽ chuyển xuống đội xếp thứ 3.

#### Nhóm B
| VT | Đội              | ST | T | H | B  | BT | BB | HS  | Đ  | Kết quả chung cuộc                |
| -- | ---------------- | -- | - | - | -- | -- | -- | --- | -- | --------------------------------- |
| 9  | SHB Đà Nẵng      | 18 | 6 | 5 | 7  | 26 | 22 | +4  | 23 | Thi đấu tại V.League 1 2021       |
| 10 | Sông Lam Nghệ An | 18 | 6 | 5 | 7  | 17 | 21 | −4  | 23 | Thi đấu tại V.League 1 2021       |
| 11 | Thanh Hóa        | 18 | 5 | 6 | 7  | 16 | 22 | −6  | 21 | Thi đấu tại V.League 1 2021       |
| 12 | Hải Phòng        | 18 | 5 | 4 | 9  | 15 | 25 | −10 | 19 | Thi đấu tại V.League 1 2021       |
| 13 | Nam Định         | 18 | 5 | 3 | 10 | 19 | 30 | −11 | 18 | Thi đấu tại V.League 1 2021       |
| 14 | Quảng Nam        | 18 | 5 | 3 | 10 | 28 | 41 | −13 | 18 | Xuống thi đấu tại V.League 2 2021 |

## Thống kê mùa giải

### Theo câu lạc bộ
| Xếp hạng                     | Câu lạc bộ                                                            | Số lượng |
| ---------------------------- | --------------------------------------------------------------------- | -------- |
| CLB thắng nhiều nhất         | Viettel                                                               | 12 trận  |
| CLB thắng ít nhất            | Hồng Lĩnh Hà Tĩnh                                                     | 4 trận   |
| CLB hoà nhiều nhất           | Hồng Lĩnh Hà Tĩnh                                                     | 8 trận   |
| CLB hoà ít nhất              | Dược Nam Hà Nam Định, Quảng Nam                                       | 3 trận   |
| CLB thua nhiều nhất          | Dược Nam Hà Nam Định, Quảng Nam                                       | 10 trận  |
| CLB thua ít nhất             | Viettel, Hà Nội                                                       | 3 trận   |
| Chuỗi thắng dài nhất         | Sài Gòn, Viettel, Hà Nội                                              | 4 trận   |
| Chuỗi bất bại dài nhất       | Sài Gòn                                                               | 11 trận  |
| Chuỗi không thắng dài nhất   | Hồng Lĩnh Hà Tĩnh, Hoàng Anh Gia Lai                                  | 3 trận   |
| Chuỗi thua dài nhất          | Hoàng Anh Gia Lai                                                     | 6 trận   |
| CLB ghi nhiều bàn thắng nhất | Hà Nội                                                                | 37 bàn   |
| CLB ghi ít bàn thắng nhất    | Hải Phòng                                                             | 15 bàn   |
| CLB lọt lưới nhiều nhất      | Quảng Nam                                                             | 41 bàn   |
| CLB lọt lưới ít nhất         | Viettel, Hà Nội                                                       | 16 bàn   |
| CLB nhận thẻ vàng nhiều nhất | Thành phố Hồ Chí Minh                                                 | 46 thẻ   |
| CLB nhận thẻ vàng ít nhất    | Hồng Lĩnh Hà Tĩnh, SHB Đà Nẵng                                        | 21 thẻ   |
| CLB nhận thẻ đỏ nhiều nhất   | Dược Nam Hà Nam Định, Quảng Nam                                       | 3 thẻ    |
| CLB nhận thẻ đỏ ít nhất      | Viettel, Hà Nội, Than Quảng Ninh, Hồng Lĩnh Hà Tĩnh, Sông Lam Nghệ An | 0 thẻ    |

### Theo cầu thủ

#### Cầu thủ ghi bàn hàng đầu
Tính đến 8 tháng 11 năm 2020.
| Xếp hạng | Cầu thủ                   | Câu lạc bộ            | Số bàn thắng |
| -------- | ------------------------- | --------------------- | ------------ |
| 1        | Pedro Paulo               | Sài Gòn               | 12           |
| 1        | Rimario Gordon            | Hà Nội                | 12           |
| 2        | Bruno Henrique            | Hồng Lĩnh Hà Tĩnh     | 10           |
| 2        | Chevaughn Walsh           | Hoàng Anh Gia Lai     | 10           |
| 3        | Jeremie Lynch             | Than Quảng Ninh       | 8            |
| 3        | Bruno Cantanhede          | Viettel               | 8            |
| 3        | Geovane Magno             | Sài Gòn               | 8            |
| 4        | Joseph Mpande             | Hải Phòng             | 7            |
| 4        | Ismahil Akinade           | SHB Đà Nẵng           | 7            |
| 5        | Nguyễn Công Phượng        | Thành phố Hồ Chí Minh | 6            |
| 5        | Đỗ Merlo                  | Dược Nam Hà Nam Định  | 6            |
| 5        | Rafaelson                 | Dược Nam Hà Nam Định  | 6            |
| 5        | Papa Ibou Kébé            | Quảng Nam             | 6            |
| 5        | Tanda Bapianga Deogracias | SHB Đà Nẵng           | 6            |
| 5        | Hoàng Vũ Samson           | Thanh Hóa             | 6            |

## Tổng số khán giả

### Theo câu lạc bộ
| Câu lạc bộ            | Tổng cộng | Số trận | Trung bình |
| --------------------- | --------- | ------- | ---------- |
| Becamex Bình Dương    | 33.700    |         | ?          |
| Dược Nam Hà Nam Định  | 112000    |         | ?          |
| Hà Nội                | 38.000    |         | ?          |
| Hoàng Anh Gia Lai     | 41.500    |         | ?          |
| Thành phố Hồ Chí Minh | 47.000    |         | ?          |
| SHB Đà Nẵng           | 41.700    |         | ?          |
| Sông Lam Nghệ An      | 47.000    |         | ?          |
| Hồng Lĩnh Hà Tĩnh     | 52.500    |         | ?          |
| Quảng Nam             | 26.500    |         | ?          |
| Sài Gòn               | 23.500    |         | ?          |
| Hải Phòng             | 37.000    |         | ?          |
| Thanh Hóa             | 45.000    |         | ?          |
| Than Quảng Ninh       | 39.000    |         | ?          |
| Viettel               | 39.500    |         | ?          |
| Tổng cộng             | 600.900   | 132     |            |

### Theo vòng đấu
| Vòng      | Tổng cộng | Trung bình |
| --------- | --------- | ---------- |
| Vòng 1    | 0*        | 0*         |
| Vòng 2    | 0*        | 0*         |
| Vòng 3    | 50.500    | 7.215      |
| Vòng 4    | 56.700    | 8.100      |
| Vòng 5    | 50.000    | 7.142      |
| Vòng 6    | 66.000    | 9.429      |
| Vòng 7    | 48.000    | 6.857      |
| Vòng 8    | 58.000    | 8.285      |
| Vòng 9    | 73.000    | 10.429     |
| Vòng 10   | 52.500    | 7.500      |
| Vòng 11   | 63.000    | 9.000      |
| Vòng 12   | 22.200    | 3.171      |
| Vòng 13   | 35.000    | 5.000      |
| Vòng 14   | 26.000    | 3.714      |
| Vòng 15   | 27.500    | 3.928      |
| Vòng 16   | 23.500    | 3.357      |
| Vòng 17   | 37.500    | 5.357      |
| Vòng 18   | 25.000    | 3.571      |
| Vòng 19   | 10.500    | 2.625      |
| Vòng 20   | 26.000    | 6.500      |
| Tổng cộng | 750.900   | 5.688      |

* Do lo ngại về dịch COVID-19, cả 14 trận đấu ở 2 vòng đầu tiên diễn ra mà không có khán giả.

## Các giải thưởng

### Giải thưởng chung cuộc
Các giải thưởng chung cuộc đã được trao vào ngày 20 tháng 11 năm 2020:
- Cầu thủ xuất sắc nhất: Nguyễn Văn Quyết (Hà Nội)
- Cầu thủ trẻ xuất sắc nhất: Bùi Hoàng Việt Anh (Hà Nội)
- Bàn thắng đẹp nhất giải: Nguyễn Quang Hải (Hà Nội), bàn thắng phút 40, trận đấu Hà Nội - Sài Gòn tại vòng 6, giai đoạn 2.
- Huấn luyện viên xuất sắc nhất: Trương Việt Hoàng (Viettel)
- Trọng tài xuất sắc nhất: Hoàng Ngọc Hà (giải Vàng), Vũ Nguyên Vũ (giải Bạc)
- Trợ lý trọng tài xuất sắc nhất:
  - Giải Vàng: Phạm Mạnh Long
  - Giải bạc: Nguyễn Long Hải
  - Giải đồng: Nguyễn Văn Hậu
- Giải phong cách: Sông Lam Nghệ An
- Giải phong cách Hạng Nhất: Bà Rịa Vũng Tàu
- BTC trận đấu tốt nhất: Than Quảng Ninh
- Hội cổ động viên có nhiều hoạt động tích cực: Hà Nội, Hoàng Anh Gia Lai, Hồng Lĩnh Hà Tĩnh, Than Quảng Ninh, Thanh Hoá và TP. Hồ Chí Minh.
- CLB có mặt sân thi đấu tốt nhất: Becamex Bình Dương
- CLB có thành tích trong công tác đào tạo trẻ tốt nhất: Sông Lam Nghệ An

Được trao tại lễ trao giải V.League Awards 2020.
| Giải bóng đá Vô địch Quốc gia 2020 Nhà vô địch |
| ---------------------------------------------- |
| Viettel Lần thứ 6                              |

## Kỷ luật
| Ngày ban hành     | Vòng                      | Quyết định số        | Nội dung | Nguồn  |
| ----------------- | ------------------------- | -------------------- | --- | ------ |
| 10 tháng 6, 2020  | Vòng 3 giai đoạn 1        | 194/QĐ-LĐBĐVN        | Phạt BTC trận đấu của CLB Nam Định 15.000.000 đồng do để xảy ra các tình trạng: khán giả xuống khu vực sân thi đấu; ném chai nước xuống sân tại trận đấu giữa Nam Định và Viettel ngày 5 tháng 6 năm 2020 trên sân vận động Thiên Trường. | [ 13 ] |
| 10 tháng 6, 2020  | Vòng 3 giai đoạn 1        | 195/QĐ-LĐBĐVN        | Phạt câu lạc bộ Hải Phòng 2.000.000 đồng do có 5 cầu thủ bị phạt thẻ vàng trong trận đấu giữa Hải Phòng và Thành phố Hồ Chí Minh ngày 5 tháng 6 năm 2020 trên sân vận động Lạch Tray. | [ 13 ] |
| 16 tháng 6, 2020  | Vòng 4 giai đoạn 1        | 204/QĐ-LĐBĐVN        | Cảnh cáo và phạt BTC trận đấu của CLB Hồng Lĩnh Hà Tĩnh 15.000.000 đồng do để xảy ra tình trạng nhiều khán giả tràn xuống đường chạy trong trận đấu giữa Hồng Lĩnh Hà Tĩnh và Hà Nội ngày 12 tháng 6 năm 2020 trên sân vận động Hà Tĩnh. |        |
| 22 tháng 6, 2020  | Vòng 5 giai đoạn 1        | 208/QĐ-LĐBĐVN        | Phạt BTC trận đấu của CLB Quảng Nam 15.000.000 đồng do để xảy ra các tình trạng: khán giả ném chai nước về phía tổ trọng tài và đập vỡ cửa kính phòng thay đồ của trọng tài, giám sát tại trận đấu giữa Quảng Nam và Becamex Bình Dương ngày 17 tháng 6 năm 2020 trên sân vận động Quảng Nam. | [ 14 ] |
| 21 tháng 7, 2020  | Vòng 10 giai đoạn 1       | 250 và 251/QĐ-LĐBĐVN | Phạt BTC trận đấu của CLB Hà Nội 40.000.000 đồng do để xảy ra các tình trạng: khán giả đốt pháo sáng nhiều lần trong sân vận động; sử dụng phương tiện cổ động thiếu lành mạnh, phản cảm có tính chất công kích, lăng mạ lực lượng làm nhiệm vụ trong trận đấu giữa Hà Nội và Hải Phòng, ngày 17 tháng 7 năm 2020 trên sân vận động Hàng Đẫy. CLB Hải Phòng cũng bị phạt 40.000.000 đồng với cùng lý do trong trận đấu trên. | [ 15 ] |
| 12 tháng 8, 2020  | Vòng 11 giai đoạn 1       | 281/QĐ-LĐBĐVN        | Phạt BTC trận đấu của CLB Dược Nam Hà Nam Định 15.000.000 đồng do để xảy ra tình trạng khán giả sử dụng các phương tiện cổ động không phù hợp, phản cảm trong trận đấu giữa Dược Nam Hà Nam Định và Becamex Bình Dương ngày 23 tháng 7 năm 2020 trên sân vận động Thiên Trường. | [ 16 ] |
| 20 tháng 8, 2020  | Vòng 11 giai đoạn 1       | 285/QĐ-LĐBĐVN        | Phạt 10.000.000 đồng và đình chỉ làm nhiệm vụ 2 trận kế tiếp đối với Yang Jaemo, phiên dịch của câu lạc bộ bóng đá TP. Hồ Chí Minh do có cử chỉ và lời nói nhằm mục đích công kích, kích động trong trận đấu giữa TP. Hồ Chí Minh và Hà Nội ngày 24 tháng 7 năm 2020 trên sân vận động Thống Nhất. | [ 17 ] |
| 19 tháng 10, 2020 | Vòng 2 giai đoạn 2 nhóm B | 355/QĐ-LĐBĐVN        | Cảnh cáo và phạt BTC trận đấu của CLB Thanh Hóa 10.000.000 đồng do để xảy ra tình trạng khán giả xuống sân thi đấu sau trận đấu giữa Thanh Hóa và Quảng Nam ngày 15 tháng 10 năm 2020 trên sân vận động Thanh Hóa. | [ 18 ] |
| 27 tháng 10, 2020 | Vòng 4 giai đoạn 2 nhóm B | 366 và 367/QĐ-LĐBĐVN | Liên quan đến trận đấu giữa Dược Nam Hà Nam Định và Hải Phòng ngày 25 tháng 10 năm 2020 trên sân vận động Thiên Trường: - Phạt BTC trận đấu của CLB Dược Nam Hà Nam Định 20.000.000 đồng do để xảy ra các tình trạng: khán giả sử dụng các phương tiện cổ động không phù hợp, phản cảm; ném chai nước và xuống đường chạy trong sân. - Phạt 15.000.000 đồng và đình chỉ thi đấu 2 trận kế tiếp tại các giải bóng đá do VFF quản lý, tổ chức đối với cầu thủ Nguyễn Văn Hạnh (số 18 - Hải Phòng) do có hành vi cố tình xâm phạm thân thể cầu thủ Phan Văn Hiếu (số 23 - Dược Nam Hà Nam Định). | [ 19 ] |
| 27 tháng 10, 2020 | Vòng 4 giai đoạn 2 nhóm A | 368 và 369/QĐ-LĐBĐVN | Liên quan đến trận đấu giữa Hoàng Anh Gia Lai và Sài Gòn ngày 25 tháng 10 năm 2020 trên sân vận động Pleiku: - Phạt 5.000.000 đồng và đình chỉ thi đấu đấu 2 trận kế tiếp tại các giải bóng đá do VFF quản lý, tổ chức đối với cầu thủ Trần Bửu Ngọc (số 1 - Hoàng Anh Gia Lai) do có hành vi phản ứng trọng tài. - Đình chỉ thi đấu 2 trận kế tiếp (tương đương 1 thẻ đỏ trực tiếp) đối với cầu thủ Nguyễn Thanh Thụ (số 20 - Sài Gòn) do có hành vi bạo lực đối với cầu thủ Nguyễn Phong Hồng Duy (số 7 - Hoàng Anh Gia Lai)                                                                | [ 19 ] |
| 4 tháng 11, 2020  | Vòng 5 giai đoạn 2 nhóm B | 391/QĐ-LĐBĐVN        | Phạt 5.000.000 đồng và đình chỉ làm nhiệm vụ 3 trận kế tiếp tại các giải bóng đá do VFF quản lý, tổ chức đối với ông Lê Ngọc Lung, cán bộ chuyên môn của CLB Dược Nam Hà Nam Định do có hành vi cố tình làm gián đoạn trận đấu Sông Lam Nghệ An và Dược Nam Hà Nam Định ngày 31 tháng 10 năm 2020 trên sân vận động Vinh. | [ 20 ] |
| 6 tháng 11, 2020  | Vòng 6 giai đoạn 2 nhóm A | 394/QĐ-LĐBĐVN        | Đình chỉ làm nhiệm vụ 1 trận kế tiếp (tương đương 1 thẻ đỏ trực tiếp) đối với ông Chu Đình Nghiêm, huấn luyện viên trưởng của CLB Hà Nội do có hành vi phản ứng với trọng tài trong trận đấu giữa Hà Nội và Sài Gòn ngày 4 tháng 11 năm 2020 trên sân vận động Hàng Đẫy. |        |

## Các sự việc xoay quanh giải đấu
Đây là một danh sách chưa hoàn tất, và có thể sẽ không bao giờ thỏa mãn yêu cầu hoàn tất. Bạn có thể đóng góp bằng cách mở rộng nó bằng các thông tin đáng tin cậy.

### Liên quan đến VFF

#### Bầu Đức cấm Hoàng Anh Gia Lai họp với VFF và VPF dù trực tuyến
Chủ câu lạc bộ Hoàng Anh Gia Lai Đoàn Nguyên Đức đã làm dậy sóng truyền thông trong nước khi tuyên bố cấm đội bóng mình tham gia cuộc họp trực tuyến ngày 31 tháng 3 của VPF với các câu lạc bộ V.League để bàn việc tổ chức giải đấu trong tình hình dịch bệnh: "Tôi cấm HAGL không tham gia bất cứ hoạt động thể thao nào giai đoạn này, không tham gia họp hành kể cả trực tiếp hay trực tuyến của VFF hay VPF. Cả nước đang lo chống bệnh, giờ này phải tôn trọng sức khỏe cộng đồng. Tôi kêu gọi những người tham gia họp nên dẹp đi. Bây giờ đừng bàn gì bóng đá, thể thao gì nữa, chỉ bàn dịch thôi". Bầu Đức cũng chỉ trích VPF thiếu trách nhiệm xã hội và kém năng lực khi lên kế hoạch cho V.League 2020, đồng thời khẳng định sẽ ủng hộ V.League nếu có kế hoạch phù hợp.

#### VFF doạ phạt CLB chỉ trích trọng tài
VFF vừa phát đi lời cảnh báo sẽ phạt nặng với những ai nói xấu, phát ngôn không đúng mực với BTC các giải đấu bóng đá nội hay Liên đoàn bóng đá Việt Nam.
Tuy nhiên, cái cách mà VFF vừa ra thông báo dường như chỉ để bảo vệ các trọng tài, khi cơn bão chỉ trích lên tới đỉnh điểm ở những vòng đấu vừa qua.
"Chúng tôi sẽ xử lý các phát ngôn mang tính chỉ trích đối với các trọng tài, VFF và Ban tổ chức giải bởi hình ảnh giải đấu là điều rất quan trọng. Trọng tài sai sót sẽ được xử lý nhưng với những người làm bóng đá, các phát ngôn làm ảnh hưởng xấu hình ảnh giải sẽ bị kỷ luật", Tổng thư ký VFF Lê Hoài Anh cho biết.
Giám đốc kỹ thuật Nguyễn Văn Sỹ chia sẻ về vấn đề này: "Trưởng ban trọng tài Dương Văn Hiền ngồi trên sân Thống Nhất dự khán trận đấu giữa CLB TPHCM với Hà Nội FC. Kết thúc trận đấu, ông trả lời truyền thông là trọng tài hoàn thành nhiệm vụ. Tuy nhiên, một hai ngày sau thì lại đưa ra án kỷ luật...Là người trong cuộc, vì sao các đội bóng, các HLV, cầu thủ không thể phản biện?".
Tuy nhiên, nếu các trọng tài có chuyên môn tốt hơn, điều hành công tâm hơn, và nếu VFF, VPF, BTC giải thực hiện được đúng vai trò của mình, thì chắc chắn sẽ còn rất ít sự chỉ trích, công kích.
Khép lại câu chuyện này là chia sẻ rất thẳng thắn của bầu Đức, ông nói: "Tôi vẫn sẽ lên tiếng chứ chẳng ngại gì đâu. Đây là chuyện tự do ngôn luận, tôi có quyền của mình và tôi không ngại. Tôi chỉ cần không nói sai, không làm sai luật, không nói những điều đi ngược lại với đường lối, chính sách của nhà nước".

### Vấn đề trọng tài
Sai sót của giới trọng tài qua các vòng đấu gây ảnh hưởng nhất định. Ở vòng 8, Sông Lam Nghệ An đã phản ứng khi thua Quảng Nam 1-2 sau những quyết định của tổ trọng tài do Nguyễn Minh Thuận làm trọng tài chính. Đầu tiên là pha Phan Văn Đức ngã trong vòng cấm nhưng Sông Lam Nghệ An bị từ chối thổi phạt đền và sau đó là quyết định công nhận bàn thắng phút 89 cho Quảng Nam dù chưa xác định bóng đã qua vạch vôi hay chưa. Sau trận, Chủ tịch HĐQT Công ty cổ phần thể thao SLNA Nguyễn Hồng Thanh phải thốt lên: "Trọng tài đang phá bóng đá Việt Nam!", còn cầu thủ Phan Văn Đức đã bày tỏ trên trang Facebook cá nhân: "Trọng tài như thế thì bóng đá Việt Nam lúc nào phát triển".
Tại vòng 11 trong trận Thành phố Hồ Chí Minh gặp Hà Nội, các trọng tài tiếp tục mắc sai sót khi trọng tài chính Trần Văn Trọng từ chối thổi hai quả penalty cho đội Thành phố Hồ Chí Minh, khiến Thành phố Hồ Chí Minh thua 3-0. Tại vòng 4 giai đoạn 2, trận Hà Nội gặp Becamex Bình Dương, huấn luyện viên Nguyễn Thanh Sơn của Becamex Bình Dương tiếp tục phàn nàn trọng tài thiên vị Hà Nội.
Trọng tài Nguyễn Minh Thuận điều khiển trận đấu giữa Hoàng Anh Gia Lai và Nam Định trong khuôn khổ vòng 4 giai đoạn 1 diễn ra vào ngày 12 tháng 6 năm 2020 có những tình huống xử lý bị cho là không tốt, chủ yếu luôn bất lợi cho đội khách. Ở những phút cuối trận, trận đấu còn phải tạm dừng vài phút vì HLV đôi bên phản ứng sau những pha va chạm trên sân. HLV Nguyễn Văn Dũng chia sẻ: "...hình như đội Nam Định đi đâu cũng vậy, đá đâu cũng vậy cũng bị trọng tài thổi bất lợi. Tôi không nói sức ép nhưng những tình huống phạm lỗi của đội chủ nhà thì không thổi, cầu thủ Nam Định chỉ cần chạm nhẹ là bị cắt còi, rất bị ức chế. Ví dụ như tình huống nằm sân của Bửu Ngọc, cậu ta cố tình câu giờ chứ Merlo vào không va chạm. Trong bóng đá, thủ môn lăn lộn là thủ thuật câu giờ của thủ môn. HAGL lúc đó đang thắng nên câu giờ là điều bình thường".
Trước đó ở vòng sau, CLB Nam Định mất 3 điểm sau những sai sót của tổ trọng tài do Vũ Phúc Hoan làm trọng tài chính. CĐV Nam Định đã "đánh" cả công văn gửi VFF và VPF để đề nghị treo còi vĩnh viễn Hoan cùng trợ lý.
Phản ứng từ các đội bóng ngày càng nhiều và động thái duy nhất của VFF khi đó chỉ là yêu cầu Ban Trọng tài xử lý các sai phạm. Có thể VFF quên mất thực tế, hơn một mùa giải qua, Trưởng ban Dương Văn Hiền đã "mỏi tay" kỷ luật cấp dưới nhưng công tác trọng tài ở cả V.League và giải hạng Nhất bị nhận xét là "không khá lên là mấy".
Liên quan đến vấn đề này, Thường trực Ban Chấp hành LĐBĐVN (VFF) đã có văn bản gửi đến Ban Trọng tài đưa ra 4 yêu cầu nhằm nâng cao chất lượng công tác điều hành của trọng tài và giữ gìn uy tín, hình ảnh các giải bóng đá chuyên nghiệp quốc gia 2020, đề nghị kiên quyết xử lý sai phạm, nâng cao chất lượng công tác điều hành của trọng tài và giữ gìn uy tín, hình ảnh các giải Bóng đá chuyên nghiệp quốc gia 2020..
Chiều ngày 6/7, Phó Chủ tịch thường trực VFF Trần Quốc Tuấn đã chủ trì buổi làm việc với Ban Trọng tài về những vấn đề trên và tại buổi làm việc, đại diện Ban Trọng tài Quốc gia thẳng thắn nhìn nhận trong các vòng đấu vừa qua của giải bóng đá chuyên nghiệp, có một số trọng tài đã mắc sai sót. Trên thực tế, trong quá trình chuẩn bị và tổ chức giải, Thường trực BCH LĐBĐVN luôn yêu cầu các bộ phận phải phối hợp thật tốt, tạo điều kiện tối đa để Ban Trọng tài tổ chức tập huấn trước và giữa mùa giải nhằm trang bị những kiến thức và kỹ năng tốt nhất cho các trọng tài và trợ lý trọng tài, để họ có thể hoàn thành nhiệm vụ. Trong các vòng đấu vừa qua, Thường trực BCH LĐBĐVN theo dõi và đưa ra những chỉ đạo với Ban Trọng tài và bộ phận liên quan để xử lý các vấn đề phát sinh.
Trên góc độ Ban Trọng tài, Dương Văn Hiền - Trưởng Ban cho biết: "Phải nhìn nhận, thời gian qua dù rất cố gắng, nhưng lực lượng trọng tài vẫn có sai sót và Ban Trọng tài đã xử lý đúng quy định. Có nhiều nguyên nhân và các sai sót vừa qua mang tính chuyên môn, chưa phát hiện có vấn đề tư tưởng. Đầu năm, Ban đã tính toán có khoảng 60 trọng tài và trợ lý trọng tài làm nhiệm vụ tại giải cao nhất, nhưng qua kiểm tra một số không đạt yêu cầu, quá trình vào giải một số có sai sót nên phải tạm dừng, dẫn đến lực lượng bị mỏng, số trọng tài còn lại phải làm nhiệm vụ liên tục".
Trước mắt để khắc phục những sai sót nói trên, đặc biệt khi V.League bước vào giai đoạn quyết định đến phân nhóm trên BXH, Dương Văn Hiền cho biết: Ban sẽ cố gắng khắc phục những khó khăn, tăng cường sự phối hợp với Ban điều hành các Giải và các đơn vị, bộ phận liên quan; tập huấn rút kinh nghiệm cũng như trao đổi các giải pháp với lực lượng trọng tài, trợ lý trọng tài để hạn chế tối đa các sai sót có thể xảy ra; tiếp tục động viên, nhắc nhở các trọng tài tập trung và bản lĩnh hơn khi làm nhiệm vụ, đồng thời yêu cầu các giám sát theo dõi, gần gũi và chia sẻ với các trọng tài, để họ yên tâm làm việc hiệu quả hơn; bổ nhiệm trọng tài đúng năng lực và phù hợp với tính chất trận đấu, theo đúng quy trình đã được lãnh đạo LĐBĐVN thông qua, đặc biệt dự đoán những trận đấu có tính chất căng thẳng, để phân công trọng tài có năng lực tốt nhất điều hành. Về lâu dài, Ban sẽ xây dựng kế hoạch theo dõi, bồi dưỡng, đào tạo các trọng tài trẻ để nâng chất lượng cũng như số lượng làm nhiệm vụ.
"Cá nhân tôi, cũng như Ban Trọng tài mong muốn các đội bóng sẽ cùng phối hợp với lực lượng trọng tài, chấp hành các quy chế, quy định, điều lệ giải, tránh phản ứng quá mức cần thiết. Chúng tôi luôn cầu thị và sẵn sàng lắng nghe các ý kiến để hoàn thiện hơn, cùng chung tay xây dựng uy tín, hình ảnh của bóng đá Việt Nam. Rất mong dư luận có cách nhìn đa chiều hơn với các trọng tài. Hãy cho họ cơ hội để tiếp tục trau dồi, nâng cao bản lĩnh và giữ được nhiệt huyết với công việc. Tất cả chúng tôi đã, đang và tiếp tục cố gắng, nhưng cũng rất cần sự tiếp sức từ tất cả mọi người..." –Dương Văn Hiền chia sẻ.

### Liên quan đến khán giả, cổ động viên

#### Cổ động viên Hải Phòng đốt pháo sáng
Trong trận đấu giữa hai đội Hà Nội và Hải Phòng ở vòng 10, các cổ động viên Hải Phòng đã đốt tổng cộng 7 quả pháo sáng. Một số khán giả quá khích đã bất chấp lệnh cấm và những cảnh báo trước trận để đốt pháo sáng và đưa ra những lời lẽ bị cho là khiếm nhã trong quá trình cổ vũ. Trong khi đó, câu lạc bộ Hà Nội dù đã chuẩn bị cho trận đấu này khi huy động lực lượng an ninh lên đến 500 người, có hệ thống camera giám sát, cổng từ kiểm soát nhưng vẫn không ngăn chặn triệt để được pháo sáng. Trước đó, CLB Hà Nội đã phải nhận những án phạt treo sân vì để các cổ động viên quá khích đốt pháo sáng trên sân Hàng Đẫy. 
Sau khi nhận được hồ sơ từ Ban điều hành các giải bóng đá chuyên nghiệp quốc gia 2020, Ban kỷ luật VFF đã họp vào ngày 21 tháng 7 và quyết định phạt BTC trận đấu của CLB Hà Nội 40.000.000 đồng và phạt CLB Hải Phòng 40.000.000 đồng.

#### CĐV Nam Định chửi bới, ném vật thể lạ xuống sân
Trong trận đấu giữa Nam Định và Viettel ở vòng 3, khi các cầu thủ tiến vào đường hầm, nhiều CĐV Nam Định đã tập trung tại khu vực đó và liên tục chửi bới, ném vật thể lạ xuống sân, một trong số đó đã trúng vào người tuyển thủ Nguyễn Hoàng Đức (Viettel). Nói về việc các CĐV nổi giận trên khán đài, trợ lý Nguyễn Văn Dũng của Nam Định cho rằng nguyên nhân đến từ các quyết định của trọng tài: "Trọng tài cũng không phải bênh Viettel nhưng quá non về chuyên môn. Tự ông ấy khiến trận đấu căng thẳng. Việc rút thẻ đỏ cho Lâm Anh Quang khiến mọi thứ đẩy lên, CĐV cũng giận dữ. Nếu không có thẻ đỏ đó, chúng tôi chắc chắn không thua". Một nhóm CĐV Nam Định sau trận đấu còn vây quanh cửa sân Thiên Trường để đòi gặp các trọng tài, những người phải nán lại sân gần 30 phút vì ban tổ chức lo lắng xảy ra xô xát nếu họ ra về.

### Các sự việc khác

#### Hành động khiêng cáng "cẩu thả, thô bạo" ở Bình Dương
Những phút cuối hiệp 2 trận đấu giữa Bình Dương và Hà Nội (25/6), đội ngũ nhân viên khiêng cáng Sân vận động Gò Đậu đã có hành động bị cho là không đẹp với cầu thủ đang bị đau nằm sân là Tuấn Anh, bằng cách nâng cầu thủ của câu lạc bộ Hà Nội lên và đặt xuống một cách "vội vàng". Hành động đó khiến các cầu thủ Hà Nội nổi nóng và lao vào tranh cãi, làm cho trận đấu tạm dừng vài phút.
Một trong những người phản ứng mạnh mẽ nhất sau trận là Quang Hải. Có các ý kiến trái chiều xung quanh cách phản ứng của cầu thủ này với các nhân viên khiêng cáng, vốn dĩ là những cầu thủ của Bình Dương.

#### Trọng tài thay nhầm cầu thủ
Phút 61 trận đấu giữa Nam Định và Sông Lam Nghệ An, huấn luyện viên Ngô Quang Trường quyết định đưa Nguyễn Quang Tình và Sosesh Alagi vào thay Đặng Văn Lắm và Trần Đình Tiến. Tuy nhiên, trọng tài bàn đã có sự nhầm lẫn khi giơ bảng thay người với số 10 của Hồ Tuấn Tài. Tiền đạo này đã chủ động rời sân nhưng khi người này chạy đến cabin huấn luyện, các thành viên của Sông Lam Nghệ An mới nhận ra sự nhầm lẫn này.
Sau đó, Tuấn Tài đã phải chờ vài phút cho đến khi bóng chết mới được vào sân trở lại. Sự việc này xảy ra khi trọng tài bàn vội vã, không kịp kiểm tra kỹ số áo khi làm thủ tục thay người.

#### Trợ lý huấn luyện viên Hải Phòng chỉ đạo "không đúng chỗ" và nhận thẻ đỏ
Trong trận đấu giữa Hải Phòng với Sông Lam Nghệ An tại vòng 13, trợ lý của câu lạc bộ Hải Phòng Ngô Anh Tuấn đã nhận tới hai thẻ vàng vì đứng chỉ đạo sai vị trí. Đầu tiên là tình huống Tuấn lao ra khỏi khu kỹ thuật cuối hiệp 1. Sau đó, khi đang hướng dẫn các cầu thủ khởi động sau cầu môn, Tuấn "cao hứng" chỉ đạo Văn Toản ở một tình huống đá phạt, đây là điều không được phép. Trọng tài Ngô Duy Lân rút thẻ vàng thứ 2 yêu cầu trợ lý Anh Tuấn rời sân.

#### Sự cố "vỡ sân" ở Hà Tĩnh
Trận đấu giữa Hồng Lĩnh Hà Tĩnh và Hà Nội ở vòng 4 (diễn ra ngày 12 tháng 6) thu hút tới hơn 20.000 khán giả đến cổ vũ, vượt con số dự kiến của ban tổ chức là 15.000 người. Sau khi trọng tài Nguyễn Mạnh Hải nổi hồi còi bắt đầu trận đấu, một số khán giả đã tràn xuống đường piste. Khi trận đấu trôi qua được khoảng 15 phút, trọng tài đã phải cho tạm dừng để lực lượng an ninh, bảo vệ kiểm soát số đông khán giả tiếp tục kéo vào sân. Nhiều người hâm mộ được ghi nhận đã vượt rào, leo trèo, xô đẩy cổng soát vé để có thể vào sân theo dõi trận đấu. Hiệp một trận đấu sau đó được bù giờ tới 22 phút. 
Sự cố này đã đặt ra dấu hỏi xung quanh công tác tổ chức trận đấu. Theo đánh giá của Ban kỷ luật VFF, đây là lần đầu tiên ban tổ chức sân Hà Tĩnh vi phạm, hơn nữa lại chưa có kinh nghiệm tổ chức các trận đấu bóng đá lớn cấp quốc gia do đội nhà vừa mới thăng hạng nên chỉ đưa ra mức phạt cảnh cáo 15 triệu đồng. Trang chủ của VPF nhận định: "Nhìn ở khía cạnh tổ chức thì rõ ràng có nhiều vấn đề cần phải xem xét lại, nhưng từ góc độ bóng đá đơn thuần thì có thể coi đây là tín hiệu tích cực cho nền bóng đá, vì không khí sôi động ở sân Hà Tĩnh chính là bằng chứng cho thấy sức hút mạnh mẽ của giải bóng đá chuyên nghiệp Việt Nam".